# カモシカ
カモシカ（氈鹿）は、哺乳綱偶蹄目ウシ科に分類されるカモシカ属（Capricornis）に属す種の総称。この属は別名シーロー属ともいう。アジアの山岳部に分布する。
シカの名が入っているが、シカの属するシカ科ではなく、ウシやヤギと同じウシ科に属する。したがって、シカとは違い、ウシ科のほかの種同様、角は枝分かれせず、生えかわりもない。
また、日本ではしばしば、カモシカと言えば、国内に棲息する唯一のカモシカ類であるニホンカモシカを指す。山形県・栃木県・山梨県・長野県・富山県・三重県の県の獣にも指定されている。
ニホンカモシカを羚羊と表記することもあるが、本来は誤りである。羚羊をカモシカではなくレイヨウと読めば、アンテロープ、つまり、ウシ科の大部分を含む（しかしカモシカは含まない）不明確なグループのことになる。細く伸びた足を指す「カモシカのような足」という表現に現れるカモシカとは、本来はレイヨウのことで、羚羊をカモシカと呼ぶように変化したことで混同されたが、実際のカモシカの足は太い。

## 分類
ヤギ亜科内では原始的とされるシャモア族Repicapriniに含める説や、ゴーラル属に近縁として Naemorhedini に分類する説がある。古くはゴーラル属に含める説もあったが、形態的に別属とされている。分子系統解析ではゴーラル属やジャコウウシ属とともに単系統群を形成するという結果が得られている。属内では大型でたてがみの発達したスマトラカモシカなどをシーロー亜属Capricornis、小型でたてがみのないニホンカモシカとタイワンカモシカをカモシカ亜属Capricornulusに分ける説もあった。ミトコンドリアDNAに基づく分子系統解析では、属内ではニホンカモシカが初期に分岐し、次にタイワンカモシカ・アカカモシカからなる系統とスマトラカモシカ（チュウゴクカモシカ・ヒマラヤカモシカを含む）の系統に分かれたという結果が得られている。
以下の分類は、Mori et al.（2019）に従う。和名は川田ら（2018）に、英名はGrubb（2005）に従う。
- Capricornis crispus ニホンカモシカ Japanese serow
- Capricornis sumatraensis スマトラカモシカ Sumatran serow（チュウゴクカモシカC. milneedwardsii・ヒマラヤカモシカC. tharはシノニムとされる）
- Capricornis rubidus アカカモシカ Red serow（スマトラカモシカから分割）
- Capricornis swinhoei タイワンカモシカ Formosan serow

これらの他にも、鹿間時夫によって葛生動物群の一角として記載された後期更新世のゴーラル属の化石種 Naemorhedus nikitini は、骨格の特徴などの判断要素から後年にはカモシカ属に再分類されており、現生のニホンカモシカよりも大型である「ニキチンカモシカ」として命名されている。

## 語源
本来はニホンカモシカを指した。その語源はカモ + シカ（鹿）であるが、カモの語源には諸説ある。
- ニホンカモシカが険しい山岳（かま）に住むことから。
- 毛氈（もうせん、けむしろ、かも）にニホンカモシカの毛を織ったことから[8]。

## 画像

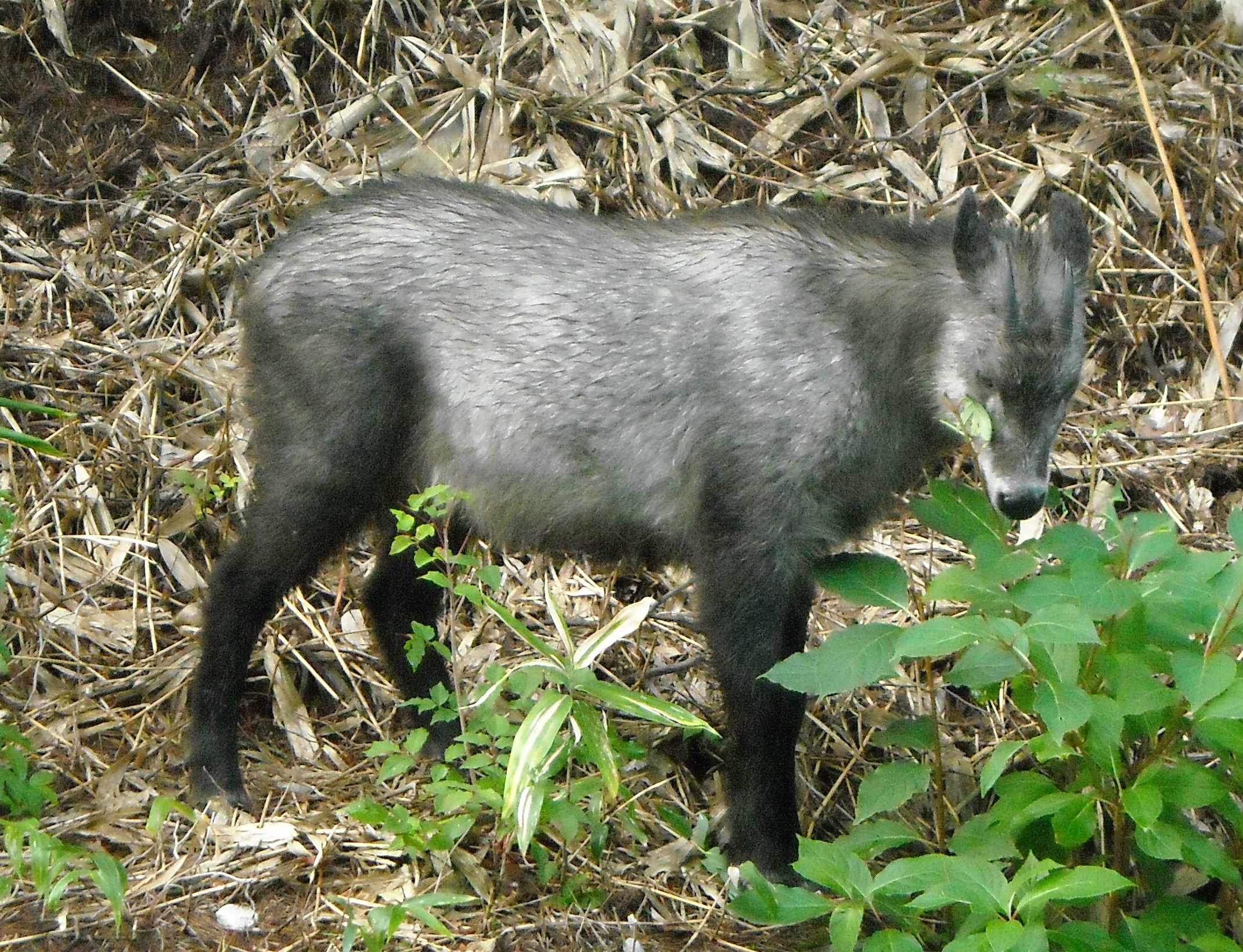
ニホンカモシカ（群馬県）
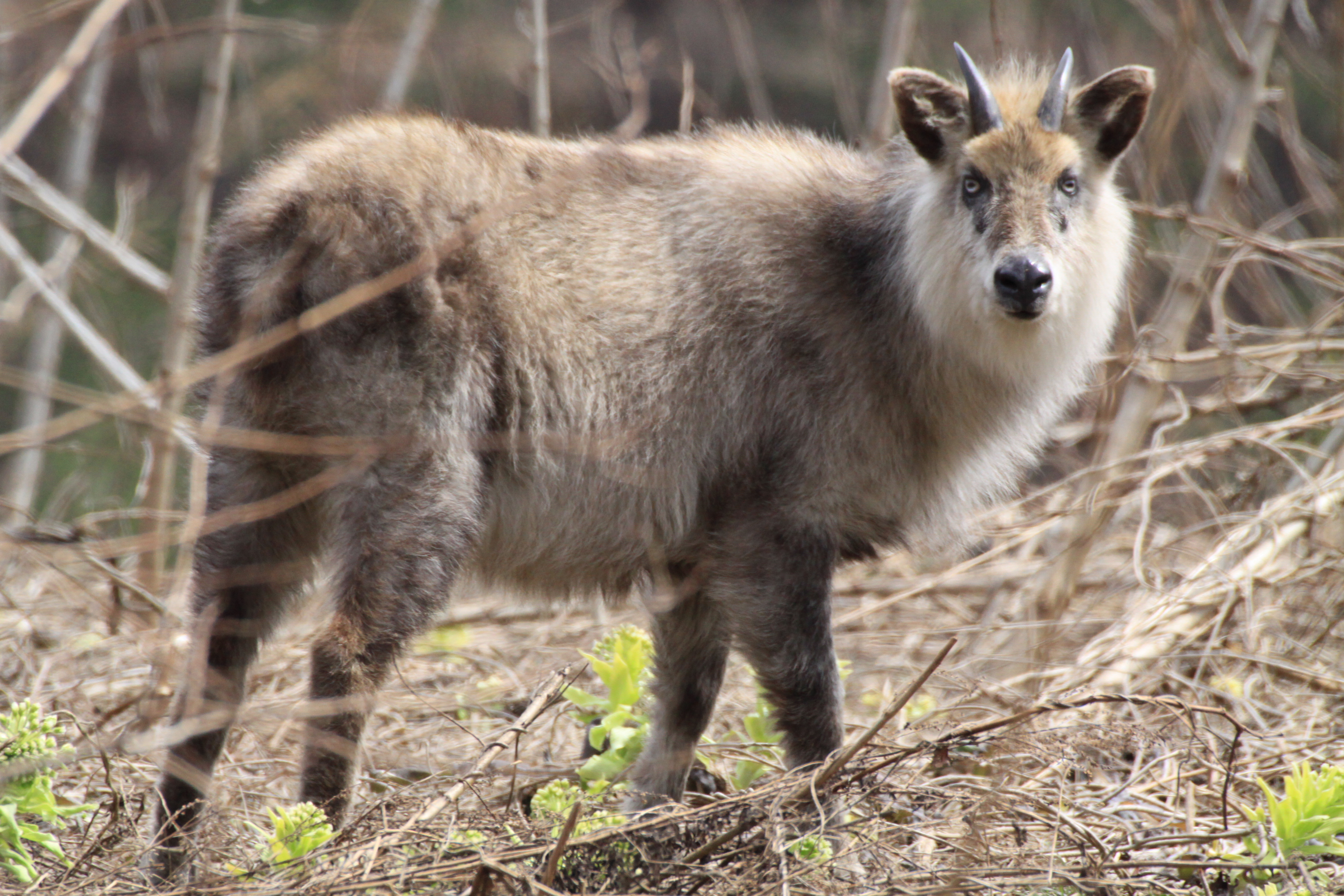
ニホンカモシカ（秋田県）
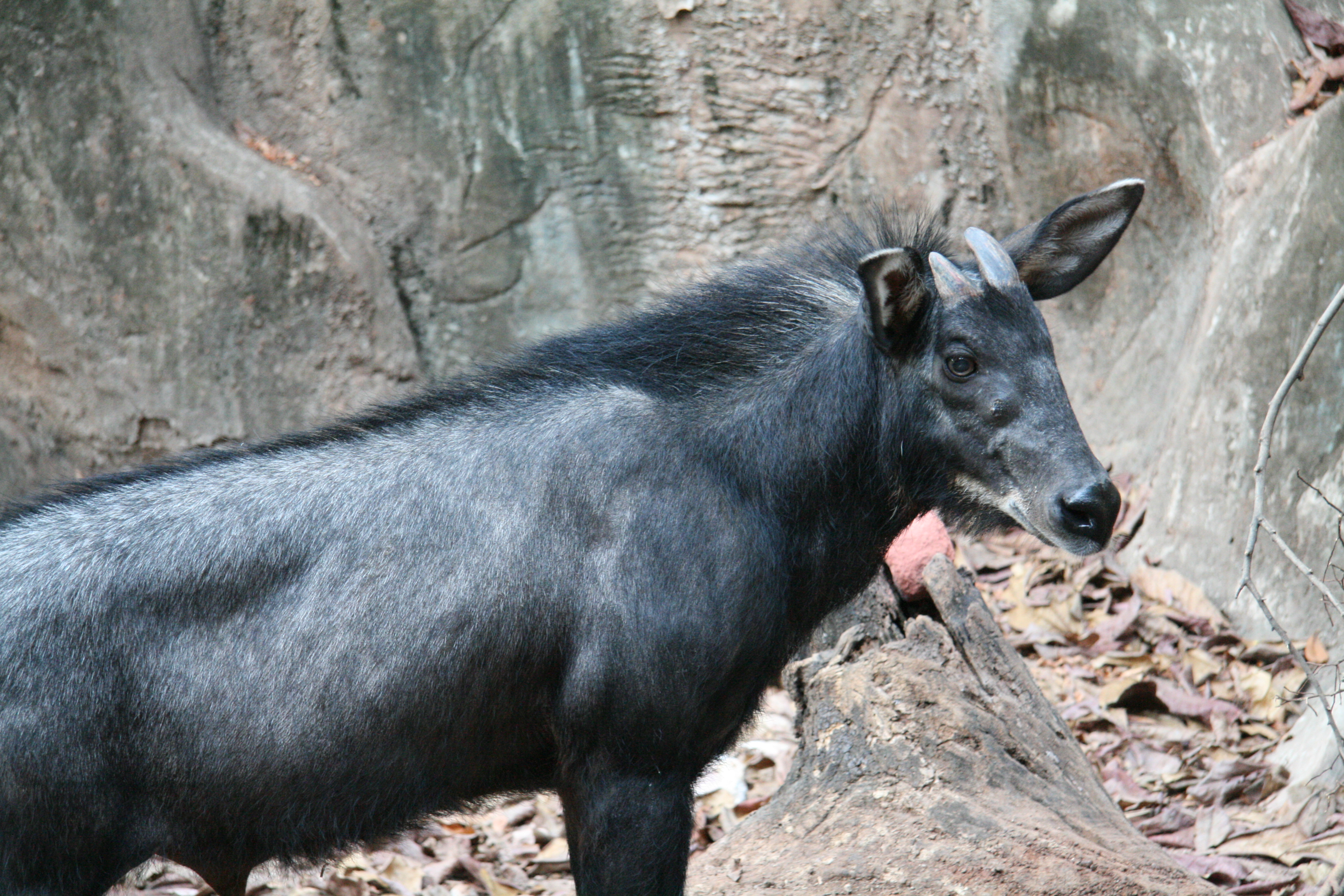
スマトラカモシカ（タイ、ドゥシット動物園）
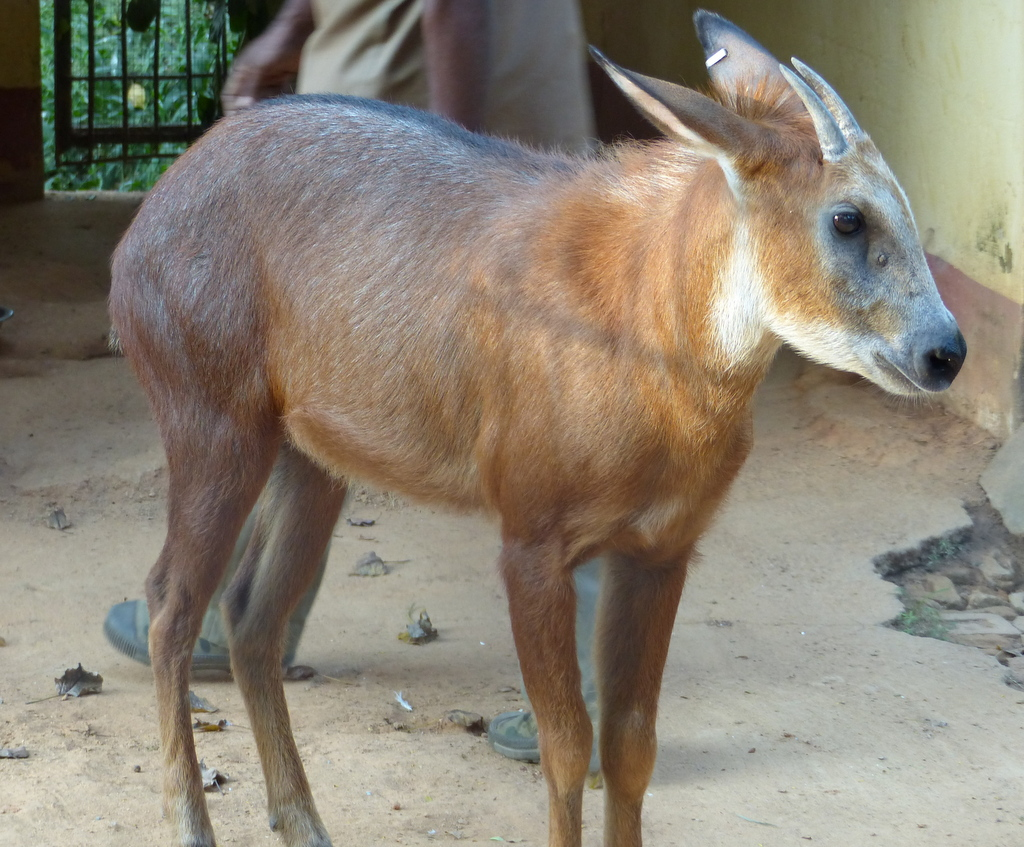
アカカモシカ（インド、アッサム州立動物園）
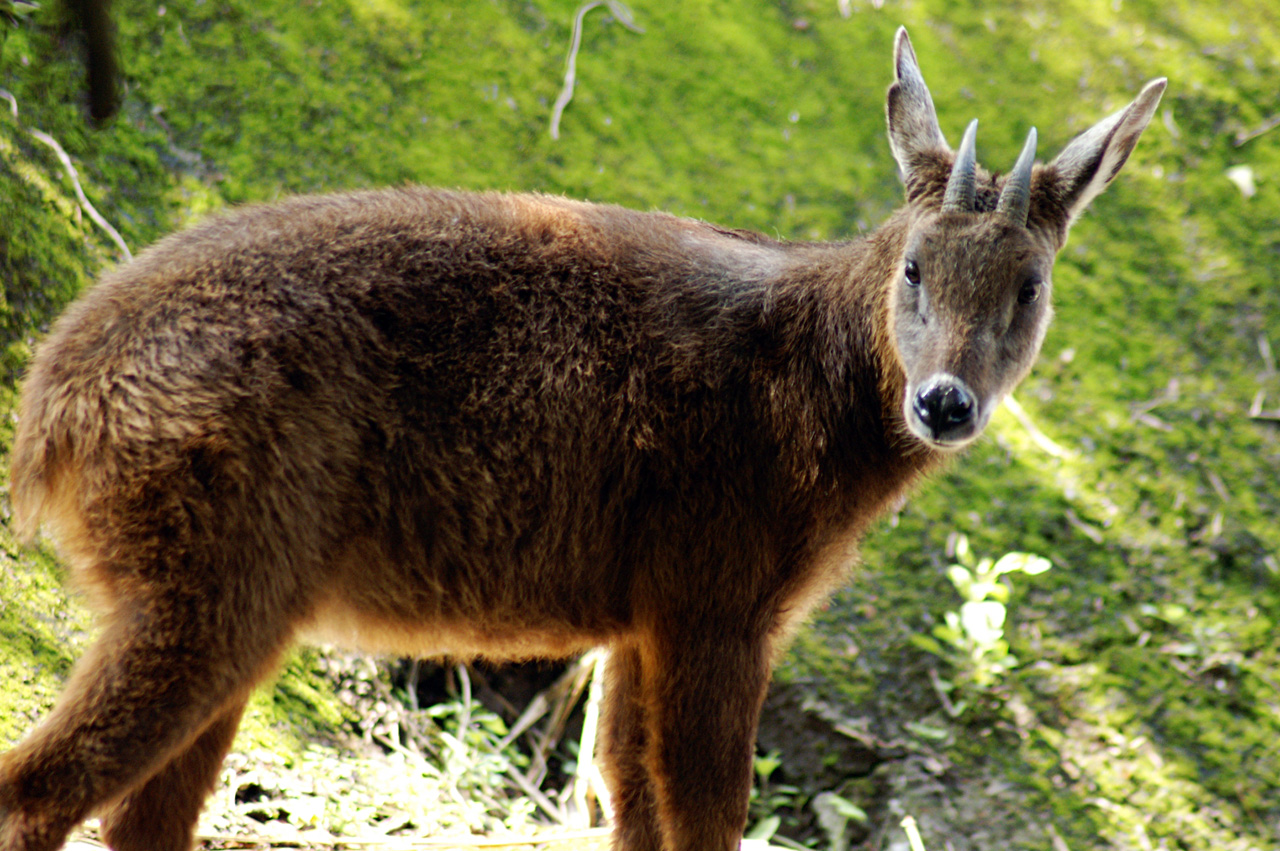
タイワンカモシカ（台湾）